# Mario Malausa
Mario Malausa (Tripoli, 27 gennaio 1938 – Ciaculli, 30 giugno 1963) è stato un carabiniere italiano, vittima di Cosa Nostra.

## Biografia
Nato a Tripoli nel 1938 da una famiglia originaria di Revello, il tenente Mario Malausa venne assegnato alla compagnia dei carabinieri di Roccella. Ricoprendo questo incarico, il tenente Malausa era riuscito a creare ben più di un problema alla mafia locale, stilando anche una serie di rapporti che sottolineavano le relazioni tra mafiosi e potere politico. In virtù del suo incarico, il 30 giugno 1963 Malausa fu tra i primi ad intervenire quando una chiamata anonima giunta alla questura di Palermo informò le forze dell'ordine della presenza di una Giulietta sospetta a Ciaculli, una borgata di Palermo. In quei mesi era in corso la prima guerra di mafia, quindi le forze dell'ordine pensarono subito che quella fosse un'autobomba destinata a qualche boss mafioso e quindi chiamarono subito gli artificieri. Questi riuscirono a disinnescare la bomba presente in auto dopo un'ora di lavoro, ritenendo dunque il pericolo cessato. A quel punto però, il tenente Malausa decise di aprire il bagagliaio dell'auto per verificarne il contenuto. Questo causò l'esplosione immediata della vettura, a causa della probabile presenza di una seconda bomba nascosta, esplosione che investì in pieno, uccidendoli, il tenente Malausa, il maresciallo di P.S. Silvio Corrao, il maresciallo dei CC Calogero Vaccaro, gli appuntati Eugenio Altomare e Marino Fardelli, il maresciallo dell'esercito Pasquale Nuccio e il soldato Giorgio Ciacci. Questa strage, passata alla storia come strage di Ciaculli, fu l'evento più sanguinoso della prima guerra di mafia. Nonostante le molte indagini, i responsabili diretti della strage non furono mai identificati. Nel 1984 il pentito Tommaso Buscetta, uno degli accusati della strage, dichiarò che questa era da addebitare al solo Michele Cavataio. Mentre altre indagini arrivarono ad ipotizzare che l'autobomba fosse stata preparata proprio per colpire il tenente Malausa, visto dalla mafia come un pericolo a causa delle sue indagini. Infatti il rapporto stilato da Malausa sulle attività di alcuni boss mafiosi e i loro rapporti con la politica fece scalpore perché venne reso pubblico soltanto nel 1965, quando venne acquisito dalla Commissione parlamentare antimafia.
Pochi mesi dopo la strage, il padre di Malausa morì per il dolore.

## Riconoscimenti
Al tenente Malausa sono state dedicate una via ad Envie, città di residenza della sua famiglia, ed un'altra a Revello, mentre a Saluzzo gli è  stata dedicata la sezione dei carabinieri in congedo.